# Anthony Gardner (giocatore di football americano)
Anthony Gardner (Rocky River, ...) è un giocatore di football americano statunitense di ruolo quarterback.

## Palmarès
- 3 SloBowl (Ljubljana Silverhawks: 2012, 2016, 2017)
- 1 Lega B (2015)